# Polyrhaphis kempfi
Polyrhaphis kempfi là một loài bọ cánh cứng trong họ Cerambycidae.